# Больбот Павло Пантелейович
Павло Пантелейович Больбот (10 січня 1924 — 10 січня 2013) — радянський військовик, в роки Другої світової війни — водій бойової машини БМ-13 «Катюша» 552-го окремого гвардійського мінометного дивізіону 22-ї гвардійської мінометної бригади 5-ї гвардійської мінометної дивізії, гвардії старшина. Повний кавалер ордена Слави. Почесний громадянин міста Бендери (2014).

## Життєпис
Народився у селі Шабельники (Ісаївський район, Першомайська округа, Одеська губернія) в селянській родині. Українець. Здобув неповну середню освіту.
У 1938 році переїхав до Павлодарської області (Казахська РСР), де спочатку працював слюсарем на підприємстві, а після закінчення водійських курсів — водієм «Союззаготтрансу».
До лав РСЧА призваний Павлодарським РВК у серпні 1942 року. Учасник німецько-радянської війни з серпня того ж року: воював на Калінінському, Брянському, Центральному, Білоруському та 1-му Білоруському фронтах. Член ВКП(б) з 1944 року.
3 липня 1944 року у бою поблизу міста Стовбці (Білоруська РСР) був поранений, але продовжив керування бойовою машиною реактивної артилерії до повного виконання бойового завдання.
13 вересня 1944 року, під час виконання бойового завдання, батарея, що знаходилась на вогневій позиції в районі містечка Вавер (Польща), була обстріляна ворожою артилерією. Внаслідок вибуху і пожежі, спричиненої прямим попаданням у заряджену установку, загинули 3 командири машин. Поранений і контужений гвардії червоноармієць П. П. Больбот не полишив бойову позицію. Від кинувся до палаючих машин, витягнув усіх поранених і загиблих, а тоді розпочав гасіння машин. Попри поранення, замінив на своїй машині три балони і вивів її з поля бою, лише після того звернувся за медичною допомогою і залишився в строю.
У квітні 1945 року гвардії старшина П. П. Больбот у складі артилерійської групи прориву брав участь у штурмі Берліна. 22 квітня дивізіон відкрив вогонь по місту, а за шість днів дав перший вогневий залп по Рейхстагу. У цих боях замінив командира установки і навідника, що вибули зі строю.
Учасник Параду Перемоги. Після закінчення війни продовжив військову службу: пересівши на легковий автомобіль, був водієм генерал-майора О. О. Шамшина. Демобілізований у 1948 році.
Спочатку повернувся у Павлодар, але невдовзі переїхав до міста Бендери (Молдавська РСР). Працював у підсобному господарстві, у системі «Мінплодовочпрому», а з 1961 року і до виходу на пенсію — в навчально-виробничому підприємстві «Маяк».
Похований на Борисовському кладовищі Бендер.

## Вшанування пам'яті
У Павлодарі (Казахстан) на Алеї Слави встановлене погруддя П. П. Больбота.
У Бендерах (Молдова) до 75-річчя перемоги у Другій світовій війні планують встановити погруддя П. П. Больбота у Меморіалі військової Слави на площі Героїв, а також меморіальну дошку на фасаді будинку, в якому він жив.

## Нагороди і почесні звання
Нагороджений орденами Вітчизняної війни 1-го ступеня (11.03.1985), Червоної Зірки (22.10.1943), Слави 1-го (15.05.1946), 2-го (15.10.1944) та 3-го (25.07.1944) ступенів, медалями, у тому числі «За бойові заслуги» (17.07.1943).
Рішенням 36-ї сесії Бендерської міської ради від 6 лютого 2014 року присвоєне звання «Почесний громадянин міста Бендери».